# Dirk Laabs
Dirk Laabs (* 1973 in Hamburg) ist ein deutscher Autor mit dem Schwerpunkt Terrorismus, investigativer Journalist und Filmemacher. Für die Dokumentarfilme Die Fremden im Paradies – Warum Gotteskrieger töten und Der Fall Deutsche Bank – Abstieg eines Geldhauses wurde er ausgezeichnet.

## Leben

### Journalistischer Werdegang
Laabs studierte Philosophie und Politische Wissenschaften und lebte zwei Jahre in Israel. Er begann 1992 als Reporter bei der Boulevardzeitung Hamburger Morgenpost. Nach biografischen Angaben war er von 1995 bis 1996 freier Mitarbeiter für die Fernsehsendungen DAS! und Extra 3 des Norddeutschen Rundfunks. Danach arbeitete er u. a. für die Privatsender MTV und Sat.1. Von 1999 bis 2001 absolvierte er die Henri-Nannen-Journalistenschule in Hamburg.
Von 2001 bis 2003 war er mit dem thematischen Schwerpunkt Terroranschläge am 11. September 2001 für die Los Angeles Times tätig. Ferner war er am John Jay College of Criminal Justice der City University of New York Berater für das Thema islamistischer Terrorismus. Mehreren nationalen und internationalen Rundfunkanstalten (u. a. BBC Four und France 24) gab er Interviews. In den folgenden Jahren arbeitete er für die Frankfurter Allgemeine Sonntagszeitung, die Financial Times Deutschland, den Spiegel und den Stern.
Er wirkte u. a. als Dozent an der Henri-Nannen-Schule in Hamburg, wo er heute lebt.

### Tätigkeit als Dokumentarfilmer
Laabs ist seit 2001 Regisseur, Drehbuchautor und Produzent zahlreicher Dokumentarfilme und Features, produziert für die öffentlich-rechtlichen Rundfunkanstalten Arte, ZDF, 3sat, NDR, SWR, BR, ARD und WDR. Eines seiner Essays diente 2006 als Grundlage für den Dokumentarfilm Hamburger Lektionen von Romuald Karmakar. 2007 führte er Regie für den Dokumentarfilm Operation OPEC – Terroranschlag in Wien, der die politischen Hintergründe der OPEC-Geiselnahme von 1975 analysiert. 2008 war er gemeinsam mit Karmakar Autor des WDR-Hörspiels „Na hören sie doch mal auf zu grinsen“ – Fragmente des Stammheim-Prozesses. Ursprünglich war er 2012 federführend an der Ausarbeitung des Dokumentarfilms Goldrausch – Die Geschichte der Treuhand beteiligt, zog dann allerdings aufgrund von Meinungsverschiedenheiten mit dem Produzenten Thomas Kufus die Regie zurück.

### Politischer Sachbuchautor
Laabs ist Autor mehrerer politischer Sachbücher. Seine erste Monografie, Tödliche Fehler. Das Versagen von Politik und Geheimdiensten im Umfeld des 11. September, die er 2003 gemeinsam mit Oliver Schröm publizierte, wurde trotz zurückhaltender Resonanz als außerordentliche Rechercheleistung beschrieben. Das Buch Der deutsche Goldrausch. Die wahre Geschichte der Treuhand von 2012 wurde zum Teil in der Wirtschaftsgeschichte besprochen, die es als gelungenes populäres, mitunter als polarisierendes Werk einordnete. Eckhard Jesse merkte kritisch an, dass es nicht frei von „verschwörungstheoretischen Elementen“ gewesen sei. Laabs war mit seinem Band von April bis August 2012 in der Bestsellerliste des Manager Magazins vertreten. 2014 veröffentlichte er gemeinsam mit Stefan Aust ein breit in den Medien rezensiertes Werk über den NSU. Das Buch wurde von weiten Teilen der Feuilletons vor allem als umfangreiche und gut recherchierte, einführende Chronik wahrgenommen. Sie sei notwendig, reiche aber nach Meinung einiger Meinungsmacher nicht an Austs Arbeit zur RAF (Der Baader-Meinhof-Komplex) heran. Laabs und Aust waren im Juni 2014 mit Heimatschutz. Der Staat und die Mordserie des NSU auf der Spiegel-Bestsellerliste für Sachbücher gelistet.
Im Zuge der jüngsten Buchveröffentlichung war er vielfältig zu Autorenlesungen und Vorträgen eingeladen. Auch wurde er von politischen Parteien und deren Stiftungen als Podiumsgast hinzugezogen, so von Bündnis 90/Die Grünen Baden-Württemberg sowie der Linksfraktion im Bund und Hessen und der Rosa-Luxemburg-Stiftung. Laabs und Aust waren ferner Tagungsteilnehmer der „Rechtsextremismuskommission“ von Bündnis 90/Die Grünen unter der Leitung von Cem Özdemir und Gesine Agena.

## Auszeichnungen
Preise
- 2004: Gewinner des Treatment-Wettbewerbs für Dokumentarfilme/Dokumentationen (Kategorie Dokumentation) des Bayerischen Rundfunks für Die Fremden im Paradies – Warum Gotteskrieger töten[15]
- 2007: Axel-Springer-Preis für junge Journalisten (2. Preis, Kategorie Fernsehen)[16] für Die Fremden im Paradies – Warum Terroristen töten
- 2015: Gewinner des Georg von Holtzbrinck-Preises für Wirtschaftspublizistik (Kategorie Elektronische Medien) für Der Fall Deutsche Bank[17]
- 2019: Gewinner Ernst-Schneider-Preis in der Kategorie „Fernsehen: Große Wirtschaftssendung“ für Geheimakte Finanzkrise – Droht der nächste Jahrhundert-Crash?[18]

Förderpreise und Stipendien
- 2009: Gerd Ruge Projekt-Stipendium der Film- und Medienstiftung NRW für junge Dokumentarfilmer[19]
- 2012: Förderpreis Opus Primum der VolkswagenStiftung für die beste wissenschaftliche Nachwuchspublikation: Der deutsche Goldrausch – Die wahre Geschichte der Treuhand[2]

Nominierungen und Shortlists
- 2009: Nominierung für den Grimme-Preis (Kategorie Serien & Mehrteiler) für Who‘s Afraid of America? Gewalt und Gnade[20]
- 2010: Nominierung für den Juliane Bartel Medienpreis für Ruandas starke Frauen
- 2014: Shortlist zum NDR Kultur Sachbuchpreis für Heimatschutz – Der Staat und die Mordserie des NSU[21]
- 2016 Nominierung TV Festival Monte-Carlo in der Kategorie  Current Affairs Documentary „Der Fall Deutsche Bank“

## Filmografie (Auswahl)
- 2002: Das Meer als Supermarkt? Buch und Regie
- 2002: Irgendwo da unten – Ein Jahr 1. Liga[22] Buch, Regie und Produktion (mit Julia Möhn)
- 2003: Tödliche Fehler – Wie die Todespiloten den Geheimdiensten entkamen Buch, Regie und Produktion
- 2004: The Hamburg Cell Entwicklung und Produktion
- 2005: Die großen Kriminalfälle (Der Polizistenmörder und Bandenchef Bernhard Kimmel) Buch und Regie (mit Roland May)
- 2005: die Story (Ein fast perfekter Mord – Wer erschoss Marta Russo?) Buch und Regie
- 2006: Schliemanns Erben (Das Geheimnis der Wüstenkönige) Buch und Regie
- 2006: Die Fremden im Paradies – Warum Gotteskrieger töten Produktion, Buch und Regie
- 2006: Warum Terroristen töten – eine Analyse Produktion, Buch und Regie
- 2007: Operation OPEC – Terroranschlag in Wien Buch und Regie
- 2008: Disco Sucks Buch und Regie
- 2008: Who‘s Afraid of America? Gewalt und Gnade Buch und Regie
- 2008: 24h Berlin – Ein Tag im Leben Episoden-Regie
- 2009: Ruandas starke Frauen Buch und Regie
- 2013: Experiment Energiewende – Deutschlands einsame Revolution Produktion und Regie (mit Michael Wech)
- 2013: Europa – Nein Danke! England und die EU Regie
- 2015: Der Fall Deutsche Bank – Abstieg eines Geldhauses
- 2016: Der NSU Komplex (3-teiliger Dokumentarfilm, zusammen mit Stefan Aust)
- 2019: Angriff auf die Demokratie: Wurde der Brexit gekauft?

## Schriften (Auswahl)
- mit Oliver Schröm: Tödliche Fehler. Das Versagen von Politik und Geheimdiensten im Umfeld des 11. September. Aufbau-Verlag, Berlin 2003, ISBN 3-351-02564-5.
- Der deutsche Goldrausch. Die wahre Geschichte der Treuhand. Pantheon, München 2012, ISBN 978-3-570-55164-6.
- mit Stefan Aust: Heimatschutz. Der Staat und die Mordserie des NSU. Pantheon, München 2014, ISBN 978-3-570-55202-5.
- Bad Bank. Aufstieg und Fall der Deutschen Bank. DVA, München 2018, ISBN 978-3-421-04800-4.
- Staatsfeinde in Uniform. Wie militante Rechte unsere Institutionen unterwandern. Ullstein, Berlin 2021, ISBN 978-3-430-21032-4.
- mit Michael Kraske: Angriff auf Deutschland: Die schleichende Machtergreifung der AfD. Beck, München 2024, ISBN 978-3-406-82311-4.